# Beata Beatrix

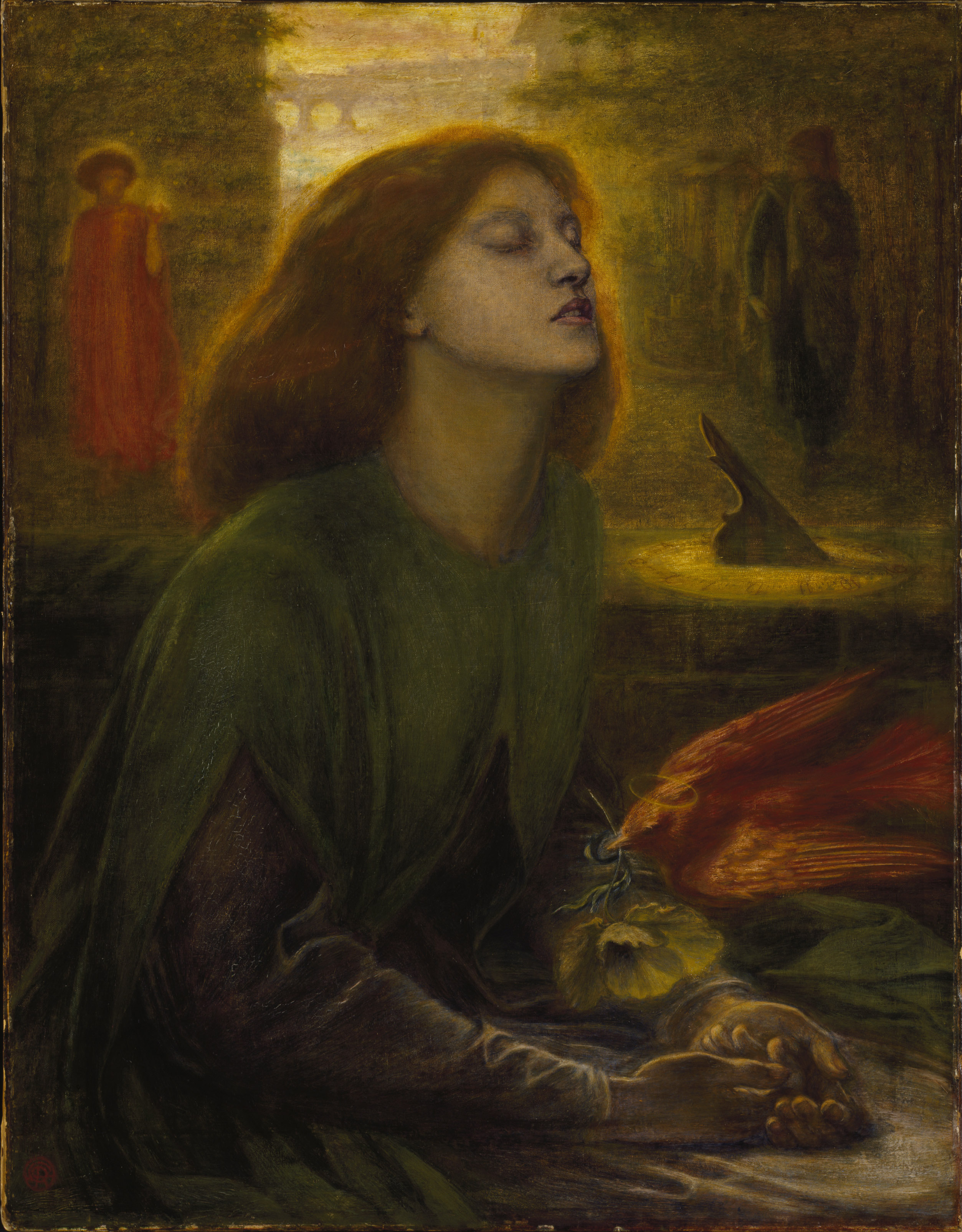
Beata Beatrix (1870)

Beata Beatrix es una pintura al óleo de 86 x 66 cm fechada en 1870 y considerada una de las obras maestras de Dante Gabriel Rossetti, uno de los miembros fundadores de la Hermandad Prerrafaelita. El cuadro se conserva hoy en día en la Tate Gallery de Londres.

## Tema
La particularidad de esta obra reside en que no solamente representa un retrato de la amada de Dante, Beatriz Portinari, sino que está cargado de un profundo simbolismo y un trasfondo de su vida personal y el de su esposa.
El tema proviene de la Vita Nuova, donde Dante Alighieri (1265-1321) narra la historia de un amor no correspondido y posterior luto por Beatriz, donde describe su trance en el que es transportada místicamente de la Tierra al Cielo pasando por todo lo alto de la ciudad de Florencia. El propio Rossetti fue quien realizó la primera traducción al inglés de esta obra literaria.
El autor realiza un paralelismo entre la desesperación de Dante por la muerte de su amada Beatriz y su propio dolor por la muerte de su esposa, Elizabeth Siddal quien murió el 11 de febrero de 1862 a causa de un suicidio por sobredosis de láudano -un opiáceo recetado en el siglo XIX al que había desarrollado una adicción-, al sumirse en una profunda depresión por las constantes infidelidades de su marido y no superar un aborto espontáneo.
Elizabeth Siddal era la perfecta modelo que reflejaba los cánones prerrafaelitas: tez pálida, cabello pelirrojo y voluminoso, alta y de constitución delgada. William Michael Rossetti, su cuñado, la describió como "una de las criaturas más bellas, con un aire entre dignidad y dulzura con algo que excedía la modestia y la autoestima y poseía una desdeñosa reserva; alta, finamente formada con un cuello suave y regular, con algunas características poco comunes, ojos verde-azulados y poco brillantes, grandes y perfectos párpados, una tez brillante y un espléndido, grueso y abundante cabello oro-cobrizo."

## Análisis
En primer término aparece un retrato de Elizabeth Siddall en el personaje de Beatriz Portinari, en el momento de transfiguración mística que supone su entrada al más allá. Esto le sirve para representar el suicidio de su esposa, cuyo cuerpo fallecido toma como modelo para pintar esta obra. Rossetti empezó esta obra en el año 1862 y la terminó en 1870.
Tiene una calidad nebulosa y trascendental, dando la sensación de un sueño o visión, y está llena de referencias simbólicas alusivas tanto a la obra literaria como a la propia vida personal de Rossetti y de Elizabeth
También tiene un halo de luz, por el hecho del mundo trascendental. Lleva un tipo de ropaje creado por John Everett Millais que impide saber en qué momento histórico están los personajes, son túnicas atemporales características de la Hermandad Prerrafaelita. En este caso su vestido es gris y verde, que se plasman aquí con un simbolismo, son los colores de la esperanza y del dolor, así como del amor y de la vida.
El fondo es muy impreciso, solo se distingue el puente Vecchio de Florencia, donde Dante y Beatriz se conocieron por primera vez. Esto hace de eje entre las dos dimensiones, la espiritual de Virgilio y la terrenal de Dante. Observamos dos figuras que se miran mutuamente, son Dante y una personificación del Amor, como un ángel sosteniendo en su mano la llama parpadeante de la vida de Beatriz.
La paloma que se posa sobre las manos de la retratada evoca la muerte inminente, y la amapola que porta en su pico alude al láudano: una referencia a la causa de la muerte de Elizabeth, quien además era conocida cariñosamente por Rossetti como “la paloma”. El reloj de sol representa el paso inexorable del tiempo y el carácter efímero de la vida, marca la hora de la defunción de Beatriz, a las nueve. Tanto la paloma como la figura del Amor son rojas, el color de la pasión, pero Rossetti concebía al pájaro como un mensajero, no de amor, sino de muerte.
El marco sobre el que se asienta el lienzo fue diseñado por el propio autor. Tiene referencias a la muerte, con la fecha de la muerte de Beatriz y la frase citada de la Vita Nuova: "Quomodo sedet sola civitas" (Como la ciudad se sienta sola ), refiriéndose al luto de la muerte de Beatriz en toda Florencia.
Por toda su carga simbólica, esta obra parece anticiparse a la corriente del simbolismo, más que al movimiento realista al que tradicionalmente se vinculan los prerrafaelitas.

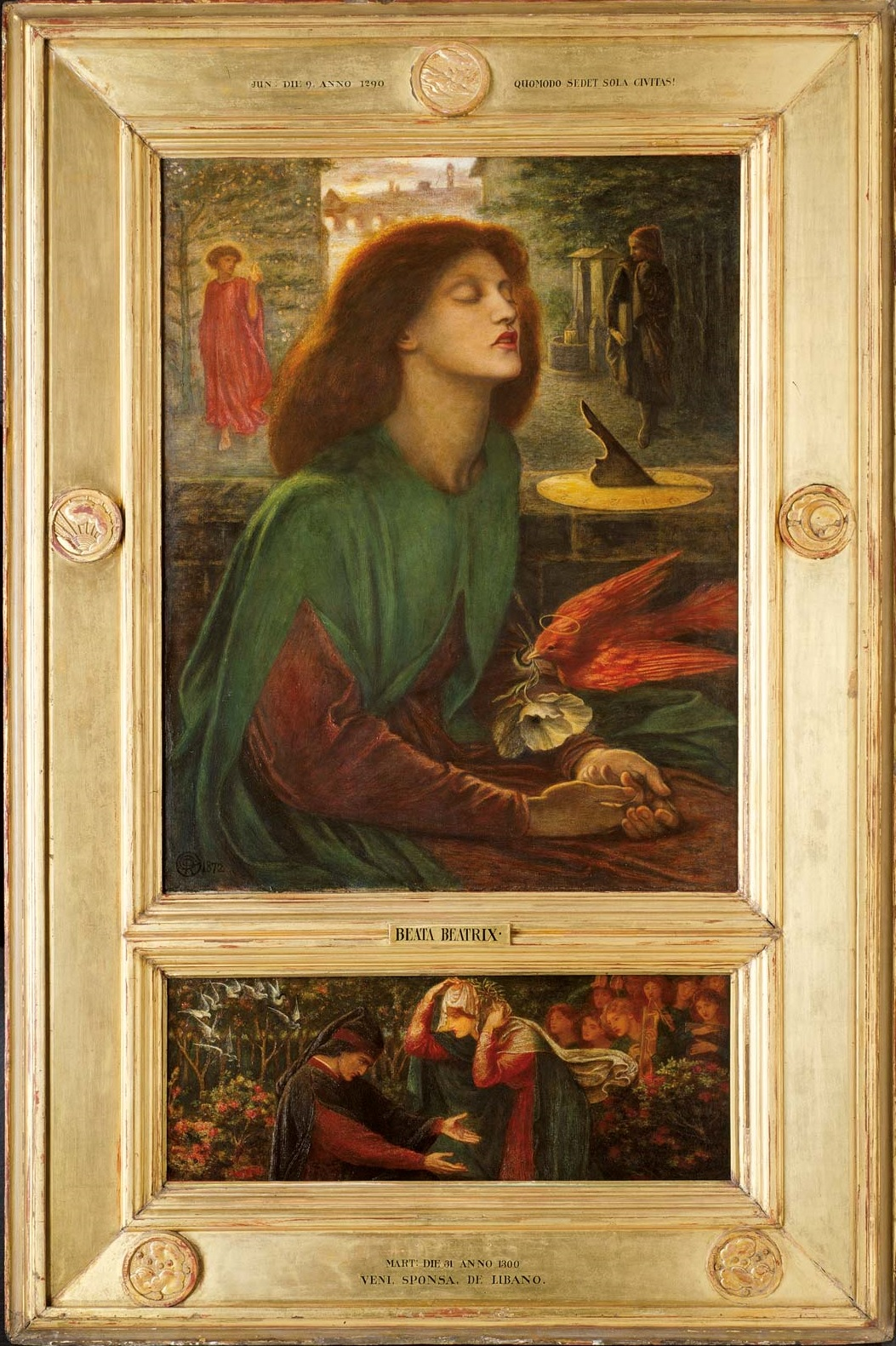
Réplica en el Art Institute de Chicago

## Réplicas
Existe una réplica casi de las mismas dimensiones, fechada dos años más tarde que el original y realizada por el propio Rossetti. Se conserva en el Art Institute de Chicago y fue comisionada por William Graham. La diferencia fundamental con la anterior es que esta presenta una predela que representa a Dante Alighieri y Beatriz reunidos en el Paraíso.
Existen otras tres réplicas de esta obra producidas por el mismo autor, un dibujo en tiza, una acuarela y otra pintura al óleo que inició en 1877 pero que no llegó a terminar a causa de su muerte.